# 第二次バロン戦争
第二次バロン戦争（だいにじばろんせんそう、Second Barons' War、1264年 - 1267年）は、イングランド王ヘンリー3世に対してレスター伯シモン・ド・モンフォールを中心とするイングランド諸侯が起こした反乱。ルイスの戦いにより反乱側が支配権を握るが、イーヴシャムの戦いでシモン・ド・モンフォールが戦死した後、王権は回復した。しかし、その精神はエドワード1世の改革やその後のイギリス議会制に引き継がれた。第二次侯伯戦争ともいう。

## 背景
イングランド王ヘンリー3世は度重なる外征の失敗、外国人の重用、ヨーロッパ各国の王位継承問題への介入による財政難および課税の強化といった失政を重ねたため、イングランドの諸侯や聖職者の反発は高まっていた。シモン・ド・モンフォールは当初はフランスから渡って来てヘンリー3世に重用された新参者の一人だったが、やがてヘンリー3世と対立し、諸侯のリーダーの一人と見なされるようになっていた。
1258年にシモン・ド・モンフォールをリーダーとする諸侯たちは、選ばれた15人により王権を監視する「国王評議会の設置」と定期的に議会を招集する「議会に関する取り決め」を定めたオックスフォード条項をヘンリー3世に認めさせ、王権に制限を加えた。
しかし、まもなく諸侯間の派閥争いがおこり、それに力を得たヘンリー3世は1261年にローマ教皇アレクサンデル4世の承認を得て、オックスフォード条項などの誓いを破棄した。それに対し、改革派の諸侯は再び結束し、ロンドン市民など平民層も不穏な動きを示したため、ヘンリー3世は再びオックスフォード条項を承認した。その後、王太子エドワード（後のエドワード1世）が改革への理解を示したため、穏健派やシモン・ド・モンフォールに反発を抱く諸侯たちは王党派に傾いていった。
これに危機感を抱いたシモン・ド・モンフォールは、ウェールズ大公を名乗っていたルウェリン・アプ・グリフィズと協定を結んだが、これがウェールズに有利な協定だとしてウェールズ辺境の諸侯が反発した。
一触即発の状態となったが、両派とも内戦を避けることを望み、当時、公正さで知られヨーロッパの調停者と見なされていたフランス王ルイ9世に調停を依頼した。しかし公正な調停者とはいえ、自身も国王であるルイ9世は国王の権限を大幅に制限するオックスフォード条項を支持せず、条項の廃棄と反乱者への恩赦を軸とした裁定を行った。

## 経過

### シモン・ド・モンフォールの勝利
この裁定には両派とも同意せず、シモン・ド・モンフォールは市民の支持を得てロンドンを押さえ、2人の息子をイングランド南部、西部に派遣して王党派の諸侯の鎮圧に当たらせたが、王党派の反撃を受け失敗に終わった。勢いづいたヘンリー3世、コーンウォール伯リチャード、王太子エドワードはウェールズ辺境に軍を集め、改革派諸侯の領地を蹂躙しはじめたが、この頃になってウェールズとの同盟が功を奏し、ウェールズ諸侯は海岸線を襲って王党派の糧道を絶ったため、王軍は味方のワーレン伯領のルイスに移動した。
シモン・ド・モンフォールは、改革派の諸侯とロンドン市民等の民兵を率いてルイスに向かった。王軍はヘンリー3世、コーンウォール伯リチャードの部隊とエドワードの部隊の2つに分かれて駐屯しており、エドワードは優勢な騎士隊を擁していた。シモン・ド・モンフォールの軍は数的に劣勢であったため一計を案じ、民兵を中心とした雑軍に自らの旗を立てて自分が指揮しているように見せかけ、密かに騎士隊を引き連れヘンリー3世の本陣に迫った。
1264年5月13日、エドワードはシモン・ド・モンフォールの旗を立てた軍を見つけ、囮とは気付かずにこれを攻撃し撃破した後、掃討戦を行った。一方、シモン・ド・モンフォールは王の本陣に激しく迫り、まもなくヘンリー3世、コーンウォール伯リチャードを共に捕虜とするのに成功した。
翌5月14日、次の戦いに備えて力を温存していたシモン・ド・モンフォール軍は、掃討戦を終えて疲労して帰還したエドワード軍に襲いかかり、これを打ち破ってエドワードも捕虜とした。ルイスの戦いの完勝によりシモン・ド・モンフォールは実質的なイングランドの支配者となり、各州から平民身分である騎士と都市の代表（市民）を招集した議会（ド・モンフォールの議会）を開き、多くの改革策を施行した。しかし急激な改革は諸侯の不安を煽り、シモン・ド・モンフォールが王位を狙っているのではないかという疑惑を生じさせたため、同年にエドワードが監禁からの脱出に成功すると、諸侯の大部分はエドワードの元に馳せ参じた。

### 王党派の勝利
1265年8月4日、イーヴシャムにおいて両軍が対峙した（イーヴシャムの戦い）。シモン・ド・モンフォール軍は数的に劣勢であり、開戦後まもなくウェールズの傭兵が逃走を始めたため、戦いは一方的になり、シモン・ド・モンフォールや息子のヘンリーなど、主だった者が全員戦死した。この時エドワードは改革派の諸侯の降伏を認めなかったと言われ、これをもってイングランドにおける騎士道的な戦争は終わりを告げ、より人的被害の大きい殺戮の時代が始まったとされる。イーブシャムの戦い以降もしばらく不安定な状態が続いた。
1266年12月13日にケニルワース包囲戦の降伏で王権が回復し、改革策は大部分破棄された。しかしエドワードは改革の精神は受け継ぎ、平民身分も含めた定常的な議会の開催は彼の治世下において実現され、以降のイギリス議会制が導かれた。